# Ludwikowo (gmina Czerwonak)
Ludwikowo – osada leśna w Polsce położona w województwie wielkopolskim, w powiecie poznańskim, w gminie Czerwonak.
Osada związana była z leśniczówką Dębogóra (obecnie nie funkcjonuje). Budynki wzniesiono na przełomie XIX i XX wieku. Na śródleśnej polanie (nieco na północ od dawnej leśniczówki) urządzono pole biwakowe. W okolicy wsi rosną: sosna (obwód około 220 cm), dąb (380 cm) i grusza (250 cm). Przez Ludwikowo przechodzi  niebieski szlak turystyczny z Owińsk do Tuczna oraz zaczyna się  czarny szlak turystyczny na Dziewiczą Górę.
We wsi urodził się saper, Feliks Grzyl. W latach 1975–1998 miejscowość administracyjnie należała do województwa poznańskiego.